# Ulukbek Maripov
Ulukbek Asamidinovich Maripov (en kirguís: Улукбек Асамидинович Марипов; 30 de agosto de 1979) es un político kirguís que se desempeñó como Presidente del Gabinete de Ministros de Kirguistán del 5 de mayo de 2021 al 12 de octubre de 2021. Fue el primero en ocupar este cargo en este cargo después de que se aboliera el cargo de Primer ministro de Kirguistán (en el que se había desempeñado desde el 3 de febrero de 2021). Antes de ser nombrado primer ministro, Maripov había dirigido la Cámara de Cuentas de Kirguistán.

## Biografía
Maripov nació el 30 de agosto de 1979 en el pueblo de Kyrgyz-Ata en el Distrito de Nookat. Es hijo del Doctor de Honor de la República Kirguisa y exdiputado Asamuddin Maripov. Graduado de la Universidad Estatal de Osh en finanzas, crédito y jurisprudencia, trabajó en el Ministerio de Finanzas de 2001 a 2003. De 2003 a 2005, fue asistente del gobernador de la Provincia de Batken y luego consultor adjunto del Parlamento de 2005 a 2006. También trabajó para la administración presidencial durante el resto de la década. En 2010, fue nombrado Jefe del Departamento de Cooperación Internacional del Ministerio de Situaciones de Emergencia. De 2010 a 2016, trabajó con los servicios de la presidencia, donde ascendió en 2015 como subjefe de gabinete del presidente Almazbek Atambáyev. El 19 de marzo de 2016 fue presidente del Tribunal de Cuentas, cargo que ocupó hasta 2021.
En 2021, la coalición gobernante eligió a Maripov como candidato a Primer ministro de Kirguistán. La composición del gobierno fue anunciada el 2 de febrero, aprobada por el Parlamento el 3 de febrero y tomó posesión el mismo día. Al asumir el papel de primer ministro, Maripov vio una reducción en el tamaño del gabinete, al ver disminuir el número de órganos ejecutivos de 22 a 16.
El 5 de mayo, el presidente Sadyr Zhaparov firmó la orden por la que se nombraba a Maripov en el nuevo cargo de Presidente del Gabinete de Ministros. Fue reemplazado por Akylbek Japarov el 12 de octubre.